# Christian Ranneries
Christian Ranneries (* 5. Mai 1988 in Næstved) ist ein ehemaliger dänischer Radrennfahrer.
Christian Ranneries wurde 2006 dänischer Bahnradmeister der Junioren in der Einer- und in der Mannschaftsverfolgung. Beim Punktefahren belegte er den zweiten Platz. Im nächsten Jahr wurde er bei der nationalen Meisterschaft Dritter in der Mannschaftsverfolgung der Eliteklasse.
2014 wurde er Sportlicher Leiter beim Riwal Platform Cycling Team.

## Erfolge
2006
- Dänischer Meister – Einerverfolgung (Junioren)
- Dänischer Meister – Mannschaftsverfolgung (Junioren) mit Rasmus Damm, Jesper Mørkøv und Kristian Sobota

## Teams
- 2009 Energy Fyn
- 2010 Team Energi Fyn
- 2011 Team Concordia Forsikring-Himmerland
- 2012 Team Concordia Forsikring-Himmerland